# John Olivas

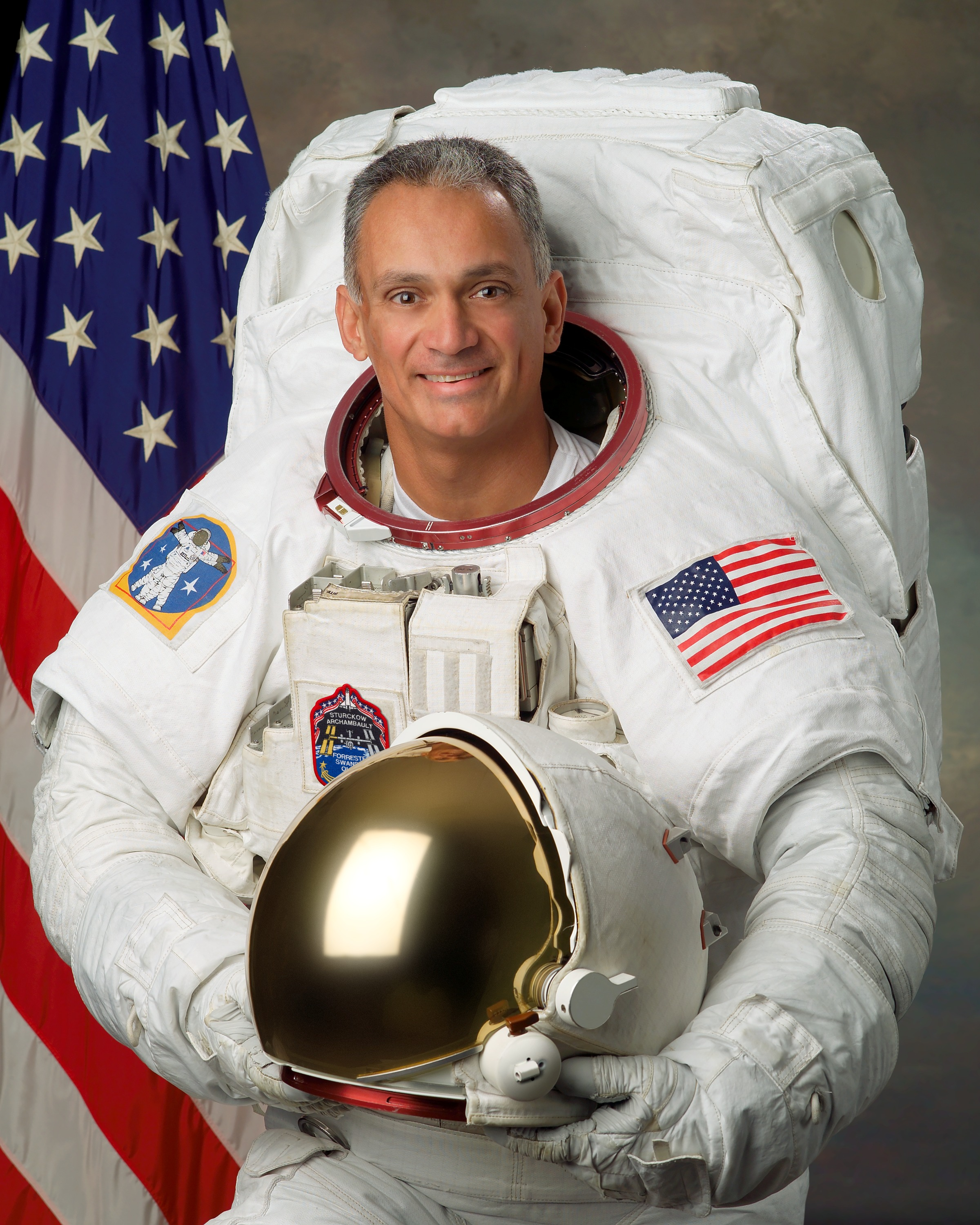
John Olivas w skafandrze EMU (zdjęcie z roku 2006)

John Daniel Olivas (ur. 25 maja 1965 w North Hollywood, stan Kalifornia, USA) – inżynier, amerykański astronauta.

## Wykształcenie i praca zawodowa
- 1984 – ukończył szkołę średnią (Burges High School) w El Paso, stan Teksas.
- 1989 – został absolwentem University of Texas w El Paso, gdzie uzyskał licencjat z budowy maszyn.
- 1993 – stopień magistra w dziedzinie budowy maszyn uzyskał na University of Houston(inne języki). Równolegle z pisaniem pracy magisterskiej Olivas pracował jako inżynier-mechanik w firmie Dow Chemical Company we Freeport, stan Teksas. Po studiach pracował w bazie lotniczej Kelly. Był w niej inżynierem nadzorującym linie malowania kadłubów samolotu C-5. Równolegle współpracował z dyrektoriatem systemów cieplnych (Thermal Systems Directorate) Centrum Lotów Kosmicznych imienia Lyndona B. Johnsona.
- 1996 – na Rice University otrzymał stopień doktora w dziedzinie budowy maszyn oraz materiałoznawstwa i rozpoczął pracę w Jet Propulsion Laboratory (JPL – Laboratorium Napędu Odrzutowego). Był tam głównym inżynierem ds. badawczych.

Jest posiadaczem sześciu patentów.

## Praca w NASA i kariera astronauty
- 4 czerwca 1998 – został przyjęty do korpusu amerykańskich astronautów (NASA-17(inne języki)).
- 1999 – zakończył przeszkolenie podstawowe, po którym zdobył kwalifikacje specjalisty misji. Po kursie otrzymał przydział do Biura Astronautów NASA.
- 1999–2002 – był kierownikiem grupy opracowującej specjalnego robota-manipulatora (Special Purpose Dexterous Manipulator Robot) oraz transporter (Mobile Transporter). Zadania te realizował w dziale zajmującym się robotyzacją (Robotics Branch).
- 2002–2005 – pracował w dziale realizującym zadania związane z wyjściami astronautów w kosmos (EVA Branch). Zajmował się w nim m.in. skafandrem EMU.
- 2005 – 17 maja został wyznaczony do lotu STS-117 w charakterze specjalisty misji. Termin startu zaplanowano na 2007.
- 2006 – pracował w sekcji integracji hardware’u Międzynarodowej Stacji Kosmicznej.
- 2007 – 8 czerwca wystartował w kosmos do misji STS-117 na pokładzie promu Atlantis. Podczas misji dwukrotnie pracował w otwartej przestrzeni kosmicznej.
- 2008 – przydzielono go do działu łączności z załogami (CapCom) w Centrum Kontroli Misji w Houston.
- 2009 – 29 sierpnia wystartował do drugiej misji kosmicznej na pokładzie wahadłowca Discovery. W trakcie misji trzykrotnie pracował w otwartej przestrzeni kosmicznej.
- 2010 – 25 maja opuścił NASA.

## Nagrody
- HENAAC Most Promising Engineer (Najbardziej obiecujący inżynier)
- NASA ASEE Summer Faculty Fellowship Award

## Odznaczenia (lista niepełna)
- Universal Astronaut Insignia za lot orbitalny (nr 456) – Stowarzyszenie Uczestników Lotów Kosmicznych (Association of Space Explorers(inne języki))[1]

## Wykaz lotów
| Loty kosmiczne, w których uczestniczył John D. Olivas                   | Loty kosmiczne, w których uczestniczył John D. Olivas | Loty kosmiczne, w których uczestniczył John D. Olivas | Loty kosmiczne, w których uczestniczył John D. Olivas | Loty kosmiczne, w których uczestniczył John D. Olivas | Loty kosmiczne, w których uczestniczył John D. Olivas | Loty kosmiczne, w których uczestniczył John D. Olivas |
| №                                                                       | Data startu                                           | Statek kosmiczny                                      | Data lądowania                                        | Statek kosmiczny                                      | Funkcja                                               | Czas trwania                                          |
| ----------------------------------------------------------------------- | ----------------------------------------------------- | ----------------------------------------------------- | ----------------------------------------------------- | ----------------------------------------------------- | ----------------------------------------------------- | ----------------------------------------------------- |
| 1                                                                       | 8 czerwca 2007                                        | STS-117 Atlantis F-28                                 | 22 czerwca 2007                                       | STS-117 Atlantis F-28                                 | Specjalista misji (MS-3)                              | 13 dni 20 godzin 11 minut i 34 sekundy                |
| 2                                                                       | 29 sierpnia 2009                                      | STS-128 Discovery F-37                                | 12 września 2009                                      | STS-128 Discovery F-37                                | specjalista misji                                     | 13 dni 20 godzin 53 minuty i 48 sekund                |
| Łączny czas spędzony w kosmosie — 27 dni 17 godzin 5 minut i 22 sekundy |                                                       |                                                       |                                                       |                                                       |                                                       |                                                       |